# Програма шкільних сніданків (SBP)
Програма шкільних сніданків (англ. School Breakfast Program) — програма, що забезпечує федерально субсидовані сніданки для дітей у школах і дитячих установах США. Програма уповноважена законом з дитячого харчування 1966 (PL 89-642, з поправками; 42 USC 1771  і далі). Федеральне фінансування здійснюється у формі грошових відшкодувань для кожного сніданку, і варіюється в розмірі залежно від доходу сім'ї.
Всі діти, що беруть участь, з шкіл та інтернатних закладів мають право на отримання федерально субсидованого борошна, незалежно від доходу сім'ї. Тим не менш, безкоштовне харчування повинно бути запропоноване для дітей з сімей з доходом нижче 130% від федерального рівня бідності, і харчування за зниженою вартістю для осіб із сімейними доходами від 130% і 185% від рівня бідності. Програма перебуває у віданні Департаменту агрокультури США служби продовольства і харчування і фінансується щорічно з сільськогосподарських асигнувань.
Станом на 1995 рік вартість програми в рік становила 1100 млн доларів, а кількість забезпечених становила 5,8 млн чол.